# Pluvet
Pluvet – miejscowość i gmina we Francji, w regionie Burgundia-Franche-Comté, w departamencie Côte-d’Or.
Według danych na rok 1990 gminę zamieszkiwało 267 osób, a gęstość zaludnienia wynosiła 41 osób/km² (wśród 2044 gmin Burgundii Pluvet plasuje się na 646. miejscu pod względem liczby ludności, natomiast pod względem powierzchni na miejscu 1144.).